# De Tomaso Longchamp

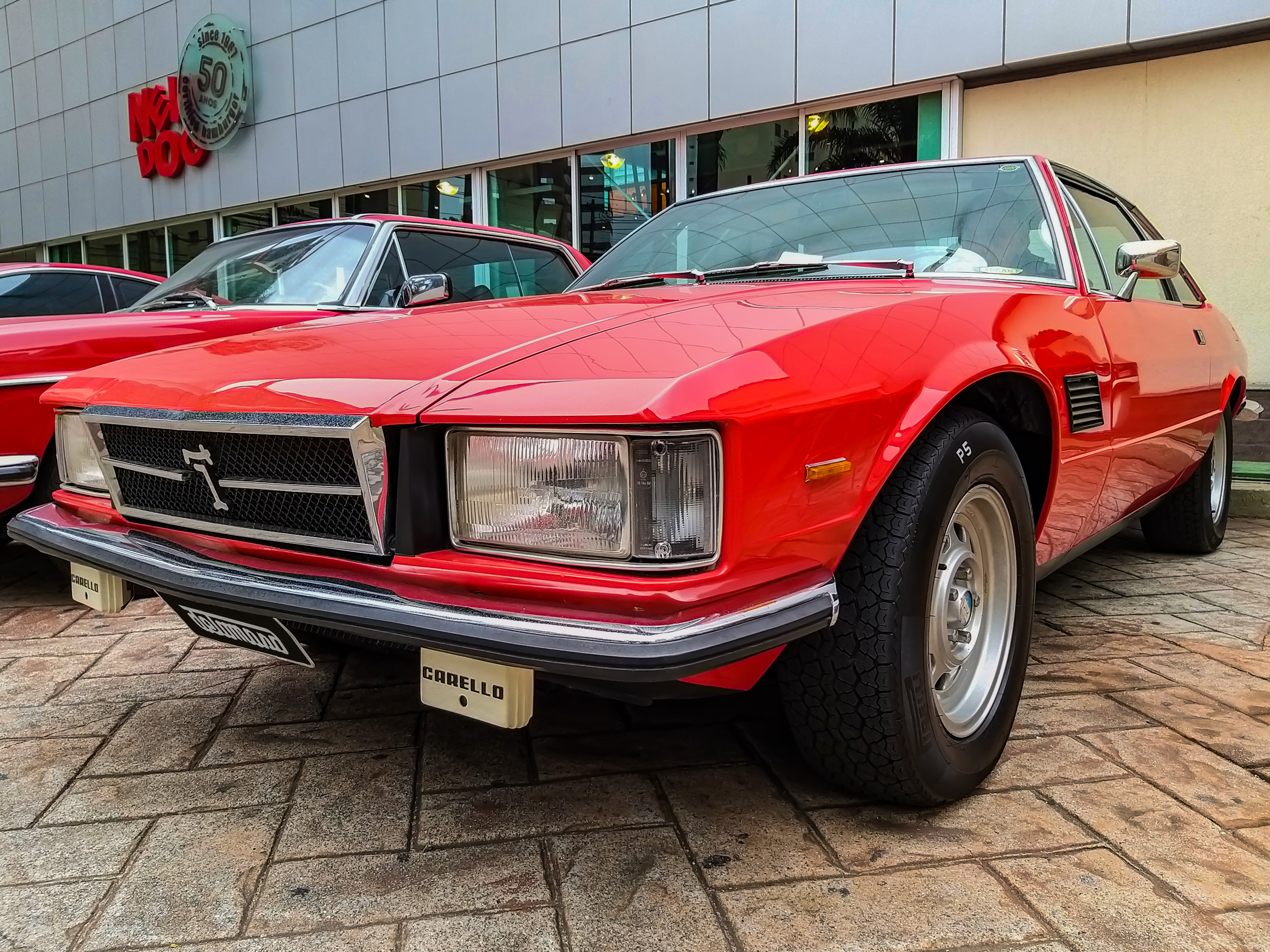
De Tomaso Longchamp (1975)

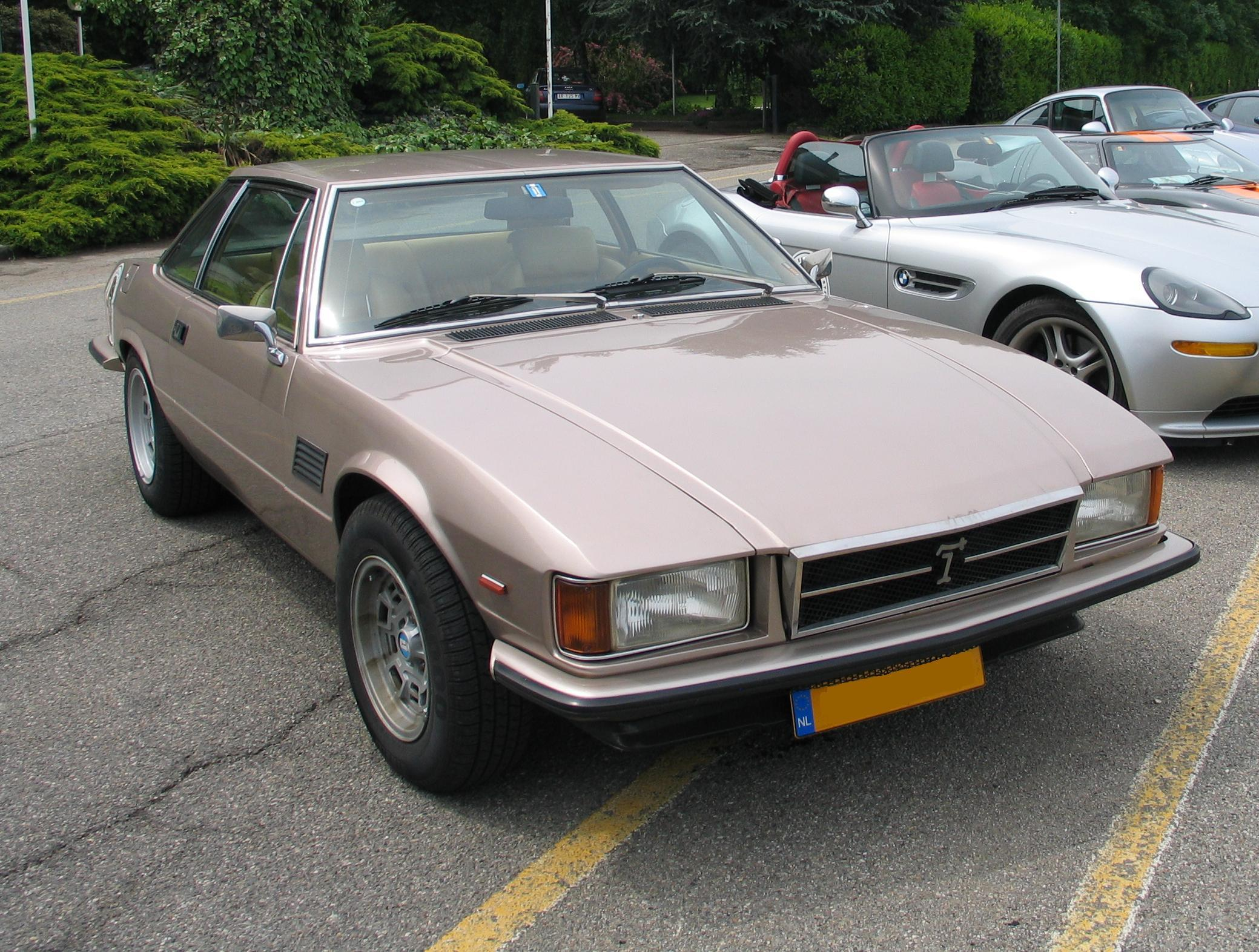

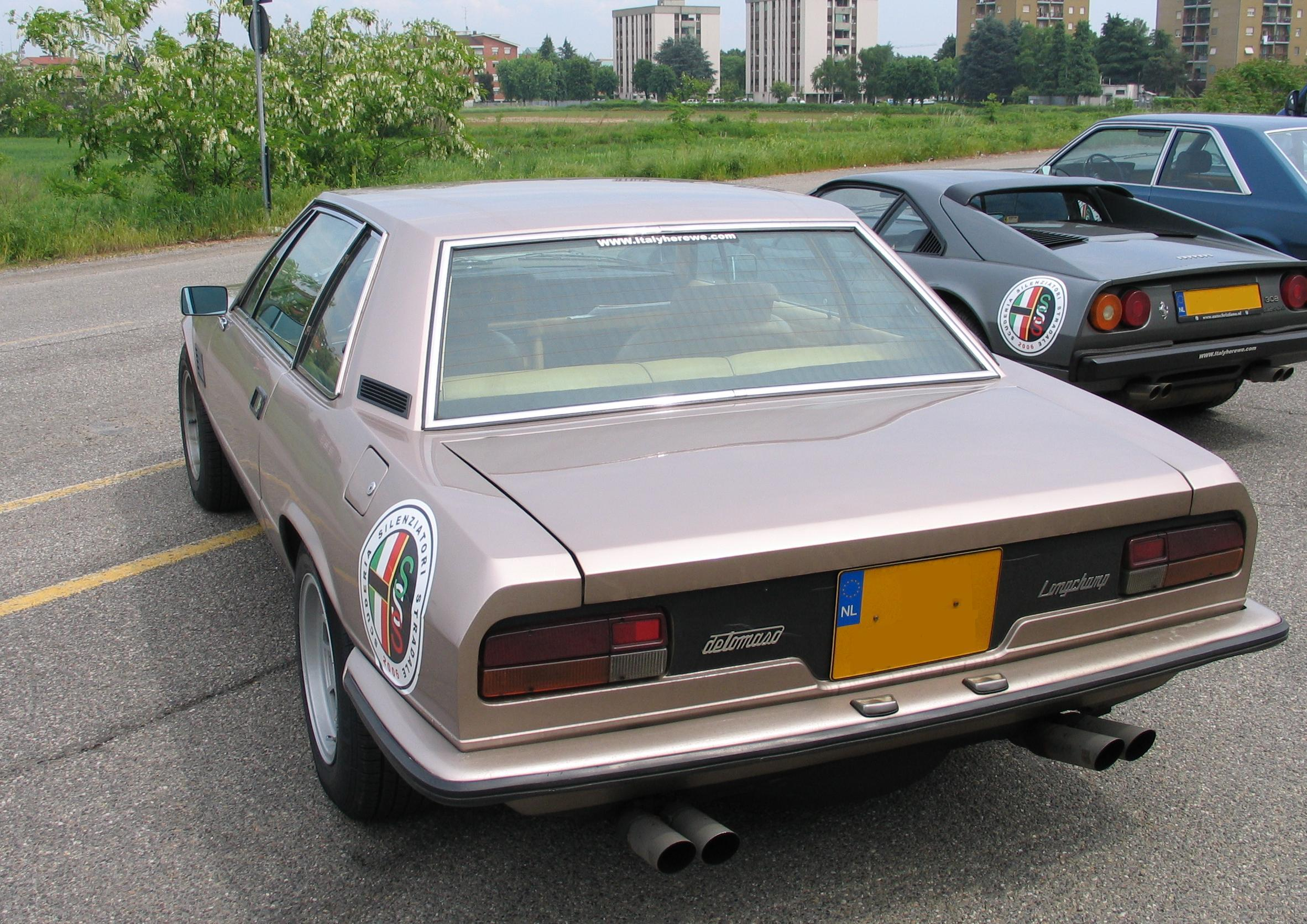

O modelo De Tomaso Longchamp foi lançado em 1971 como um coupê 2x2 utilizando a mecânica do Deauville equipado com um motor V8 da Ford.